# بول كاي
بول كاي (بالإنجليزية: Paul Kaye)‏ هو ممثل بريطاني، ولد في 15 ديسمبر 1964 في المملكة المتحدة.

## أعمال

### أفلام
- (2004) العميل كودي بانكس 2
- (2004) شون أوف ذا ديد[4]
- (2005) نقطة المباراة[5][6]
- (2007) الجين القاتل
- (2014) دراكولا غير مروي[7][8]
- (2015) بان[9][10][11][12]

## وصلات خارجية
- بول كاي على موقع IMDb (الإنجليزية)
- بول كاي على موقع ألو سيني (الفرنسية)
- بول كاي على موقع ميوزك برينز (الإنجليزية)
- بول كاي على موقع أول موفي (الإنجليزية)
- بول كاي على موقع قاعدة بيانات الأفلام السويدية (السويدية)
- بول كاي على موقع ديسكوغز (الإنجليزية)
- بول كاي على موقع قاعدة بيانات الفيلم (الإنجليزية)
- بول كاي على موقع كينوبويسك (الروسية)